# باقر أباد (مشيز بردسير)
باقر أباد (بالفارسية: باقرآباد) هي قرية تقع في إيران في البلدة المركزية. يقدر عدد سكانها بـ 34 نسمة بحسب إحصاء 2016.